# Порівняння аварій на Чорнобильській та Фукусімській АЕС
У таблиці наведені порівняння Чорнобильської (1986) та Фукусімської (2011) катастрофи. На сьогодні це єдині радіаційні аварії в історії людства, яким надано рівень 7 за Міжнародною шкалою ядерних подій.
| Назва АЕС                                          | Чорнобиль | Фукусіма-1 |
| -------------------------------------------------- | --- | --- |
| Місце розташування                                 | Радянський Союз (Українська Радянська Соціалістична Республіка) 51°23′22″ пн. ш. 30°05′57″ сх. д. / 51.38946° пн. ш. 30.09914° сх. д.                                                                                        | Японія (префектура Фукусіма)37°39′59″ пн. ш. 141°01′15″ сх. д. / 37.6665° пн. ш. 141.0208° сх. д.                                                              |
| Дата катастрофи                                    | 26 квітня 1986 | 11 березня 2011 |
| Рівень INES                                        | 7 | 7 |
| Дата введення в експлуатацію                       | 1977 | 1971 |
| Роки експлуатації до аварії                        | 9 років (станція) - 2 роки (реактор 4) | 40 років (станція) - 40 років (реактор 1) - 37 років (реактор 2) - 35 років (реактор 3) - 33 роки (реактор 4)                                                  |
| Потужність                                         | Загальна: 3700 МВт (4 реактори) 1 реактор: 925 Мвт | Загальна: 4546 МВт (6 реакторів) 439 МВт (реактор 1), 760 МВт (реактори 2–5), 1067 МВт (реактор 6)                                                             |
| Тип реактора                                       | РБМК-1000, уран-графітовий | BWR-3 та BWR-4 |
| Кількість реакторів                                | 4 (1 зруйнований) | 6 (4, разом з басейном для відпрацьованого ядерного палива, серйозно постраждали під час аварії)                                                               |
| Кількість ядерного палива у постраждалих реакторах | 1 реактор — 210 т. | 4 реактори — 854 т.; |
| Максимальний зафіксований рівень радіації          | 300 Зв/год (поблизу активної зони реактора) | 530 Зв/год (за захисною оболонкою реактора 2, за даними Japan Times)                                                                                           |
| Площа забруднення                                  | 500 км (за даними ООН) | від 60 до 40 км (80 % викидів прийшлись на Тихий океан) |
| Зона відчуження                                    | 30 км | 20 км |
| Людей евакуйовано                                  | 335 тис. | 154 тис. |
| Людей повернулось                                  | жодного | 122 тис. |
| Прямі смертельні випадки від катастрофи            | 2 загинуло від травм безпосередньо під час аварії; 28 померли від променевої хвороби; 4 під час ліквідації (падіння гелікоптера); 15 від раку, спровокованого опроміненням                                                   | жодного |
| Поточний стан                                      | У 2000 році усі реактори виведені з експлуатації. Зруйнований реактор було наспіх накрито так званим «саркофагом». У грудні 2019 року відбулось відкриття Нового саркофагу, із запуском якого розпочнеться демонтаж станції. | Усі реактори зупинені 16 грудня 2011 року. На думку експертів, повний вивід станції з експлуатації займе 30—40 років. Ліквідація наслідків аварії триває досі. |